# Venezia FC
Venezia Football Club (wcześniej Foot Ball Club Unione Venezia ) – włoski klub piłkarski, założony w 1907 roku, mający siedzibę w mieście Wenecja, w części Mestre. 27 maja 2021 roku po remisie 1:1 w drugim meczu z AS Cittadella wygrali finał baraży do Serie A i po 20 latach wrócili na najwyższy poziom rozgrywkowy we Włoszech. W sezonie 2024/2025 klub zajął przedostatnie miejsce w tabeli z dorobkiem 29 pkt i spadł do Serie B.
Klub Foot Ball Club Unione Venezia został założony w 2009 roku jako spadkobierca Società Sportiva Calcio Venezia. Ta z kolei powstała w 2005 roku, w miejscu Associazione Calcio Venezia 1907, który to zbankrutował i zajmując 21. miejsce w Serie B został relegowany do Serie C2. Venezia w swojej historii wiele razy krążyła pomiędzy dwoma najwyższymi ligami we Włoszech – Serie A i Serie B. Sezon 2001/2002 był jej ostatnim jak dotąd w najwyższej klasie rozgrywkowej i wtedy to prezydent Venezii, Maurizio Zamparini zły na swoich zawodników zdecydował się wykupić US Palermo i część piłkarzy z Venezii powędrowała za nim na Sycylię.
Barwy klubowe to pomarańcz, czerń i zieleń, co spowodowało, iż piłkarzy nazywa się Arancioneroverdi (pomarańczowo-czarno-zieloni). Inny przydomek jaki nosi zespół Venezii to Lagunari (wywodzący się od laguny, na której leży miasto Wenecja).
Swoje mecze zespół Venezii rozgrywa na stadionie Stadio Pier Luigi Penzo, który może pomieścić około 10 tysięcy widzów. Jest to jedyny obiekt piłkarski we Włoszech, na który piłkarze i fani muszą dopływać łodzią.
Największym sukcesem Venezii w historii było zdobycie Pucharu Włoch w 1941 roku. Wtedy w drużynie Venezii grali tacy piłkarze jak Ezio Loik czy Valentino Mazzola (obaj zginęli tragicznie w katastrofie lotniczej w 1949 roku). Z bardziej współczesnych znanych piłkarzy grających niegdyś w barwach Venezii widnieją nazwiska Alvaro Recoby, Filippo Maniero czy Christiana Vieriego.

## Obecny skład
Stan na 6 lipca 2025
| Nr | Poz. | Piłkarz                 |
| -- | ---- | ----------------------- |
| 2  | OB   | Fali Candé              |
| 4  | OB   | Jay Idzes (kapitan)     |
| 5  | OB   | Ridgeciano Haps         |
| 6  | PO   | Gianluca Busio          |
| 10 | NA   | John Yeboah             |
| 11 | NA   | Gaetano Oristanio       |
| 14 | PO   | Hans Nicolussi Caviglia |
| 17 | PO   | Cheick Condé            |
| 18 | NA   | Daniel Fila             |
| 19 | PO   | Bjarki Steinn Bjarkason |
| 21 | OB   | Richie Sagrado          |
| 22 | PO   | Domen Črnigoj           |
| 25 | OB   | Joël Schingtienne       |
| 30 | OB   | Michael Svoboda         |
| 32 | PO   | Alfred Duncan           |
| 33 | OB   | Marin Šverko            |

| Nr | Poz. | Piłkarz             |
| -- | ---- | ------------------- |
| 35 | BR   | Filip Stanković     |
| 71 | PO   | Kike Pérez          |
| 80 | NA   | Saad El Haddad      |
| 97 | PO   | Issa Doumbia        |
|    | BR   | Filippo Neri        |
|    | BR   | Alessandro Plizzari |
|    | OB   | Lorenzo Busato      |
|    | OB   | Antonio Candela     |
|    | OB   | Giovanni Di Renzo   |
|    | OB   | Seid Korać          |
|    | OB   | Afonso Peixoto      |
|    | PO   | Lorenzo Da Pozzo    |
|    | PO   | Nunzio Lella        |
|    | PO   | Federico Tavernaro  |
|    | NA   | Jay Enem            |
|    | NA   | Andrija Novakovich  |

### Piłkarze na wypożyczeniu
| Nr | Poz. | Piłkarz                                         |
| -- | ---- | ----------------------------------------------- |
|    | BR   | Giorgio Altare (w Sampdorii do 30 czerwca 2026) |

## Sukcesy
- Puchar Włoch: 1941
- Mistrzostwo Serie B: 1961, 1966
- Mistrzostwo Serie C: 1936, 1956